# Carinophylloceras
Carinophylloceras – rodzaj głowonogów z wymarłej podgromady amonitów, z rzędu Phylloceratida.
Żył w okresie kredy (alb).